# Péguilhan
Péguilhan – miejscowość i gmina we Francji, w regionie Oksytania, w departamencie Górna Garonna. W 2013 roku populacja gminy wynosiła 239 mieszkańców.
1 stycznia 2017 roku połączono dwie wcześniejsze gminy: Péguilhan oraz Lunax. Siedzibą nowej gminy została miejscowość Péguilhan, a gmina przyjęła jej nazwę.